# Výživová doporučení
Výživové doporučení (někdy nazývané nepřesně dieta) je soubor opatření, návodů, postupů, jak se stravovat, aby byl člověk zdravý (nebo alespoň zdravější), měl méně (civilizačních) nemocí, aby se mu lépe žilo. Tato doporučení se v průběhu času upravují a doplňují podle aktuálních znalostí a vývojů (či degradaci) v oblasti poznatků vědy a skutečného zdravotního stavu obyvatelstva. Výživová doporučení se vydávají na úrovni mezinárodních výživových organizací, na úrovní států (oficiální doporučení), národních výživových organizací i jednotlivých výživových expertů.

## Oficiální výživové doporučení pro obyvatele České republiky
První oficiální výživové doporučení pro Českou republiku podle Společnosti pro výživu bylo vydáno v roce 1986, o tři roky později bylo inovováno. V roce 1994 následovalo Radou výživy Ministerstva zdravotnictví ČR výživové doporučení Jezte zdravě, žijte zdravě.O deset let později vydává Společnost pro výživu Výživová doporučení pro obyvatelstvo ČR a v roce 2005 Ministerstvo zdravotnictví leták s názvem Výživová doporučení pro obyvatelstvo ČR. V roce 2012 předkládá Společnost pro výživu nejnovější inovovanou formu se stejným názvem.
V roce 2007 byl přijat pracovní dokument komise Evropských společenství, dokument byl sjednocen s výživovými cíli pro Evropu (WHO). Společnost pro výživu dokument vzala na vědomí a vydává v roce 2012 inovované Výživové doporučení pro obyvatelstvo ČR , které zní následovně:
- upravení příjmu celkové energetické dávky u jednotlivých populačních skupin v souvislosti s pohybovým režimem tak, aby bylo dosaženo rovnováhy mezi jejím příjmem a výdejem pro udržení optimální tělesné hmotnosti v rozmezí BMI 18-25 u dospělých, u dětí v rozmezí mezi 10-90. percentilem referenčních hodnot BMI nebo poměru hmotnosti k výšce dítěte. U dětí s nitroděložním růstovým opožděním by neměl být při zajištění jejich přiměřeného růstu a vývoje energetický příjem nadměrně navyšován, aby nedocházelo k rozvoji jejich pozdější obezity

- snížení příjmu tuků u dospělé populace tak, aby celkový podíl tuku v energetickém příjmu nepřekročil 30 % optimální energetické hodnoty (tzn. u lehce pracujících dospělých cca 70 g na den), u vyššího energetického výdeje 35 %. U dětí by se měl podíl tuku na celkovém energetickém příjmu postupně snižovat tak, aby ve školním věku tvořil 30-35 % energetického příjmu a dále odpovídal doporučením dospělých

- příjem nasycených mastných kyselin by měl být nižší než 10 % (20 g), polyenových 7-10 % z celkového energetického příjmu. Poměr mastných kyselin řady n-6:n-3 maximálně 5:1. Příjem trans-nenasycených mastných kyselin by měl být co nejnižší a neměl by překročit 1 % (cca 2,5 g/den) z celkového energetického příjmu

- snížení příjmu cholesterolu na max. 300 mg za den (s optimem 100 mg na 1000 kcal, včetně dětské populace)

- snížení spotřeby přidaných jednoduchých cukrů na maximálně 10 % z celkové energetické dávky (tzn. u dospělých lehce pracujících cca 60 g na den), při zvýšení podílu polysacharidů. U nekojených dětí má významnou roli příjem oligosacharidů s probiotickým účinkem k podpoře rozvoje adekvátní střevní mikroflóry

- snížení spotřeby kuchyňské soli (NaCl) na 5-6 g za den a preferenci používání soli obohacené jodem. U starších lidí kde je častěji sledovaná hypertenze a další onemocnění, snížení příjmu soli pod 5 g na den. V kojeneckém věku stravu zásadně nesolíme, v pozdějším dětském věku užíváme sůl úměrně potřebám dítěte

- zvýšení příjmu kyseliny askorbové (vitamínu C) na 100 mg denně, u dětí v rámci odpovídajících doporučení

- zvýšení příjmu vlákniny na 30 g za den u dospělých, u dětí od druhého roku života 5 g + počet gramů odpovídajících věku (rokům) dítěte

- zvýšení příjmu dalších ochranných látek jak minerálních, tak vitaminové povahy a dalších přírodních nutrientů, které by zajistily odpovídající antioxidační aktivitu a další ochranné procesy v organizmu (zejména Zn, Se, Ca, I, karotenů, vitamin Eu, ochranných látek obsažených v zelenině aj.)

## Výživová pyramida

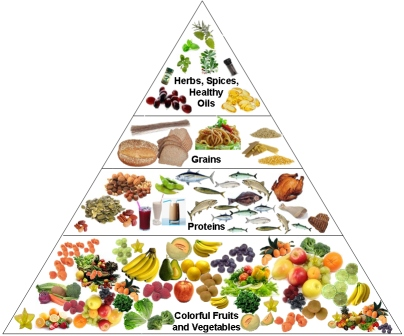

Pyramida výživy je výživové doporučení, které slouží ke snadnější orientaci při výběru vhodných potravin pro dospělého a zdravého člověka. Existuje několik variant pyramid výživy, např. podle národností, věku, alternativního způsobu stravování, atd.
Pyramida výživy vychází ze současných poznatků o vlivu výživy na zdraví. Potraviny jsou voleny tak, aby byla denně zajištěná přiměřená dávka bílkovin, zdravých druhů tuků a sacharidů, dostatek vitamínů, minerálních látek a vlákniny.
Potraviny ležící v základně bychom měli jíst nejčastěji a v největším množství. Směrem k vrcholu by se měly potraviny objevovat méně až výjimečně. Vhodnější potraviny jsou umístěny v levé části pyramidy, např.: měli bychom jíst větší dávky zeleniny než ovoce, v dalším poschodí je vhodnější jogurt než mléko atd.

## Zdravý talíř

Zdravý talíř (My Plate) vznikl ve USA, kde od roku 2005 nahradil výživovou pyramidu (My Pyramid) jako základní doporučení zdravé výživy. Na talíři je zastoupeno pět skupin potravin. „Podle tohoto doporučení by zhruba tři čtvrtiny naší stravy měly být tvořeny rostlinnou stravou, tedy zeleninou, ovocem a obilninami. Poslední čtvrtinu pokrývá maso a ryby. Denně bychom měli konzumovat mléko nebo mléčné výrobky“. Hlavní propagátorkou je Michelle Obama, první dáma USA a manželka Baracka Obamy. V Česku zdravý talíř propaguje např. Margit Slimáková.
1. Zelenina je našemu tělu nejprospěšnější jako čerstvá. Zelenina může být zpracována různými postupy úpravy, např. dušením, vařením, mražením, sušením či ve formě džusu. Můj talíř nahradil v roce 2005 v americké USDA Výživovou pyramidu, která byla kritizována jako příliš abstraktní a matoucí[8]

Můj talíř nahradil v roce 2005 v americké USDA Výživovou pyramidu, která byla kritizována jako příliš abstraktní a matoucí

2. Do skupiny obilnin patří hlavně výrobky z mouky. Nejběžnější a nejvíce využívaná na výrobu pečiva je pšeničná mouka. Celozrnná mouka je svým složením tělu více prospěšná, protože obsahuje vlákninu, vitamíny, minerální látky, atd. Výrobky z celozrnné mouky by měly v jídelníčku člověka převládat.
3. Za bílkoviny označujeme všechny druhy masa. Dále do této skupiny spadají luštěniny a oříšky. Opatrní bychom měli být hlavně v konzumaci živočišných tuků a uzenin. Ty obsahují nasycené mastné kyseliny, které při nadměrné spotřebě vedou k obezitě, zvýšení hladiny LDL cholesterolu a k srdečně cévním onemocnění (infarkt myokardu).
4. Do poslední skupiny patří mléčné výrobky – jejich konzumace by měla být minimálně jednou denně. Obsahují vysoké množství bílkovin, vápníku a mléčných kultur. Některé mléčné výrobky jsou moc tučné, proto bychom měli upřednostňovat ty polotučné a nízkotučné. Nejvíce prospěšné jsou zakysané mléčné výrobky s probiotickou kulturou, např. jogurt, podmáslí, kefír či tvaroh. Do mléčných výrobků dále patří mléko, sýry a smetana.

Nezařazenou skupinou jsou oleje, ty se dělí na rostlinné a živočišné. Zástupci živočišných tuků jsou máslo, sádlo a mléčný tuk. Rostlinné oleje jsou vyrobeny například z oliv, slunečnice, řepky, kukuřice, sezamu, oříšků, atd. Pozor na nadměrnou konzumaci palmového a kokosového oleje, které zvyšují hladinu cholesterolu a představují riziko vzniku nemocí srdečně cévního systému.

## Je potravinový talíř lepší než pyramida?
Občas se setkáme s diskusemi, zda je potravinový talíř lepší komunikační nástroj než pyramida. Názor na to není jednotný, obě grafická vyjádření mají svá pro a proti. Nedostatek prostoru v rámci potravinové pyramidy nebo talíře může vést k většímu zjednodušení, než by bylo žádoucí. V důsledku toho nemusí běžný spotřebitel dostat ucelenou informaci nutnou pro sestavení vyvážené skladby stravy. Podrobnější analýzu vybraných potravinových pyramid a talířů představuje přehledová práce. Komplikaci v komunikaci způsobují tuky v důsledku nízké velikosti porce a rozlišení výživové hodnoty podle zastoupení mastných kyselin. Nedostatečně bývají v pyramidách interpretovány výživové preference ryb, drůbeže a masa hovězího či vepřového a mléčných výrobků z pohledu množství tuku a jeho složení. Potraviny rostlinného a živočišného původu nabízejí rozdílné benefity, případně určitá rizika pro zdraví v případech nadměrné nebo nedostatečné konzumace. Řada potravinových pyramid toto rovněž nepostihuje.

## Trojrozměrná pyramida DGE
Německá společnost pro výživu DGE (Deutsche Gesellschaft für Ernährung e. V.) přišla s přístupem, který slučuje koncept pyramidy a talíře do jednoho grafického vyjádření. Tím je jehlan, jehož stěny tvoří 4 trojúhelníky a čtvercová základna. Potraviny jsou rozděleny do 4 skupin a 7 podskupin na:
- potraviny rostlinného původu (zelenina, ovoce, výrobky z obiloviny a brambor)
- potraviny živočišného původu (mléko a výrobky z něj, maso a masné výrobky)
- tuky a oleje
- nápoje.

Každá stěna jehlanu ukazuje, co bychom měli v rámci těchto skupin jíst častěji a co naopak omezovat. Platí pravidla obvyklá pro potravinové pyramidy: potraviny v dolní části stěny jehlanu jsou považovány za přednostně doporučované, potraviny v horní části bychom měli spíše omezovat. Barevný pruh po straně znázorňuje hodnocení nutriční kvality každé potraviny. Pro uspořádání potravin v rámci čtyř stran pyramidy se pro každou 
skupinu potravin používají odlišná kritéria hodnocení. Potraviny na různých stranách pyramidy nejsou z hlediska výživové kvality vzájemně srovnatelné. Díky rozdělení potravin do jednotlivých skupin a podskupin je odstraněn problém různých velikostí porcí pro tuky a oleje oproti ostatním potravinám. V základně jehlanu je vyobrazen kruh (potravinový talíř), který ukazuje, jaké by mělo být zastoupení jednotlivých skupin a podskupin potravin uvedených na stěnách jehlanu v rámci celkové stravy. Zde se již nejedná o porce, ale o celkové množství potravin.